# Omnibus (revue littéraire)
 (avril 2022).
 (avril 2022).
Si vous disposez d'ouvrages ou d'articles de référence ou si vous connaissez des sites web de qualité traitant du thème abordé ici, merci de compléter l'article en donnant les références utiles à sa vérifiabilité et en les liant à la section « Notes et références ».
Pour les articles homonymes, voir Omnibus (homonymie).
Publiée à Genève par les Éditions Nemo, la revue littéraire Omnibus fut éditée de 1991 à 1995. Elle fut bimestrielle jusqu’à son douzième numéro, puis passa à un rythme trimestriel. Fondée par Mikhaïl W. Ramseier et Michel Dubret, elle fut dirigée conjointement par les deux auteurs jusqu’en 1993, puis par Mikhaïl W. Ramseier seul depuis lors.
Qualifié de « revue-livre » dans son concept, ce recueil de textes était présenté comme un petit ouvrage au graphisme soigné, dont le titre était le thème du numéro. Les auteurs de chaque parution devaient livrer leur interprétation du thème sous la forme qu’ils désiraient.
Chaque thème faisait l'objet d'une réunion de textes ou d'illustrations d'auteurs différents, comme autant de chapitres d'un même livre. Les participants, auteurs débutants, confirmés ou même célèbres, étaient priés de s'exprimer librement sur le titre selon leur vision des choses, sans aucune contrainte de style ou de fond.
Poésie, humour, dérision, érotisme, fantastique ou philosophie : le titre de la revue avait été choisi pour son sens latin, signifiant que tout le monde était invité à monter à son bord, tant les auteurs que les lecteurs.
Oscillant son tirage entre 300 et 1000 exemplaires par numéro, elle était vendue principalement sur abonnement et dans un réseau de librairies genevoises. Par ailleurs, quelques libraires français ou étrangers en prenaient aussi régulièrement quelques numéros.
En quatre ans d’existence, la revue Omnibus aura diffusé 109 auteurs, dont les 199 textes s’articulèrent autour de 20 thèmes. Le dernier de ceux-ci, la Mort, devait être prédestiné puisque choisi deux ans avant l’extinction de la revue. Lors de ce dernier numéro, les éditeurs expliquèrent sa fin par manque de textes de qualité à proposer, et non pas par manque de moyens ou de lecteurs.
Parmi les auteurs connus ayant participé à l'aventure de la revue Omnibus, on compte Maurice Béjart, Nicolas Bouvier, Frédéric Dard, Serge Diakonoff, Brigitte Fontaine, Ella Maillart ou encore Georges Moustaki.

## Liste des parutions
- no 1. La Nuit ; septembre 1991
- no 2. Le Nord ; novembre 1991
- no 3. Ombres ; janvier 1992
- no 4. Explorations imaginaires ; mars 1992,  (ISBN 2940038015) / Avec en supplément le tiré-à-part d'une gravure de Serge Diakonoff au format A3
- no 5. La Clef ; mai 1992,  (ISBN 2940038023)
- no 6. Lettres ; juillet 1992,  (ISBN 2940038031) / Avec en supplément un mini-format du « Roman en neuf lettres » de Dostoïevski
- no 7. Le Plaisir ; septembre 1992,  (ISBN 294003804X)
- no 8. Voyage ; novembre 1992,  (ISBN 2940038058)
- no 9. Empreintes ; janvier 1993,  (ISBN 2940038066)
- no 10. Chemin faisant ; mars 1993,  (ISBN 2940038074)
- no 11. Topos ; mai 1993,  (ISBN 2940038082) / Numéro spécial de l'exposition TOPOS, à Genève, réunissant 4 thèmes pour l'occasion
- no 12. Souvenances ; juillet 1993,  (ISBN 2940038090) -  (ISSN 1022-0003)
- no 13. Légende ; octobre 1993,  (ISBN 2940038112) -  (ISSN 1022-0003)
- no 14. La Folie ; janvier 1994,  (ISBN 2940038120) -  (ISSN 1022-0003)
- no 15. Labyrinthe ; avril 1994,  (ISBN 2940038147) -  (ISSN 1022-0003)
- no 16. Angoisses ; juillet 1994,  (ISBN 2940038155) -  (ISSN 1022-0003)
- no 17. Les Yeux ; octobre 1994,  (ISBN 2940038171) -  (ISSN 1022-0003)
- no 18. Nulle part ; janvier 1995,  (ISBN 294003818X) -  (ISSN 1022-0003)
- no 19. Pays de songes ; avril 1995,  (ISBN 2940038198) -  (ISSN 1022-0003)
- no 20. La Mort ; juillet 1995,  (ISBN 2940038201) -  (ISSN 1022-0003) / Numéro spécial comprenant 2 tomes